# Peter Dawson (Sänger)
Peter Dawson (* 31. Januar 1882 in Adelaide; † 26. September 1961 in Sydney, Pseudonyme unter anderem Leonhard Dawson, Hector Grant und Phil Strong) war ein australischer Sänger in der Stimmlage Bassbariton.

## Leben
Peter Dawson kam als jüngstes von sechs Kindern in der Familie eines schottischen Einwanderers zur Welt, der nach dem Ende seiner Laufbahn als Kapitän einen metallverarbeitenden Betrieb aufgebaut hatte. Nachdem er Gesangsstunden bei einem Musiklehrer namens C. J. Stevens in Adelaide genommen hatte, gewann Dawson, der zu dieser Zeit auch als Boxer aktiv war, mit einem Bass-Solo einen Gesangswettbewerb im australischen Ballarat. Dies half ihm, seinen Vater, der ihn für eine Laufbahn in der Metallbranche vorgesehen hatte, davon  zu überzeugen, ihn stattdessen zum Gesangsstudium nach England zu schicken.
In London wurde Dawson 1902 Schüler des Baritons Charles Santley, nachdem er diesem, so die Überlieferung, die Arie „O Ruddier than the Cherry“ aus Georg Friedrich Händels Masque Acis and Galatea vorgesungen hatte. Das Stück wurde, ebenso wie später Waltzing Matilda oder The Floral Dance, zu Dawsons Visitenkarte.
Sein Konzertdebüt gab Dawson 1903 mit Emma Albani in der Guildhall in Plymouth. Ein Jahr später machte er als „Leonhard Dawson“ mit der Ballade To My First Love seine erste Aufnahme auf Phonographenwalze. Die erste Schallplatte Navajo (auch Navahoe) folgte im selben Jahr. 1907 und 1909 verkörperte Dawson im Royal Opera House von Covent Garden die Rolle des Nachtwächters in Richard Wagners Meistersingern.
Im Ersten Weltkrieg diente Dawson als Freiwilliger bei den australischen Truppen, im Zweiten Weltkrieg half er, für den Kriegsdienst zu alt, in der Fabrik seiner Familie. Als Sänger lebte und arbeitete Dawson vornehmlich in England. 1956 beendete er seine Karriere und kehrte in seine Heimat Australien zurück.

## Werk
Peter Dawson reüssierte zwar auch als Opernsänger, sein eigentliches Metier aber waren  der Konzertgesang und die Schallplatte. Die Oper bedeute „zu viel Arbeit für zu wenig Bezahlung“ („too much work for too little pay“), soll er geäußert haben. Zudem fühlte er sich als „Volkssänger“ („singer of the people“). So nahm er schätzungsweise rund 3000 Schallplatten auf, in der Mehrzahl Lieder, aber auch Arien aus Oratorien und Opern, die er stets in der englischen Fassung vortrug. Markenzeichens seines kräftigen Bassbaritons, den er bis über sein 70. Lebensjahr hinaus behielt, waren makellose Diktion und Technik.
Seine ersten Aufnahmen veröffentlichte Peter Dawson unter bis zu 20 Pseudonymen, die er zum Teil einzelnen Genres zuordnete. So sang er schottische Volkslieder als Hector Grant, Unterhaltungsmusik als Phil Strong. Weitere Künstlernamen waren Geoffrey Baxter, Charles Handy, Charles Stander, Robert Woodville, Will Strong, Frank Danby, Peter Allison, Denton Thomas, Charles Webber, Gilbert Mundy, Arnold Flint und J. P. McColl.
In Anerkennung seiner Leistungen wurde Peter Dawson 1991 postum in die ARIA Hall of Fame aufgenommen.

## Moderne Diskografie
- A Green and Pleasant Land. Peter Dawson Sings Traditional Favourites (Pearl Pavilion Records 1988)
- The Connoisseur’s Peter Dawson (Pearl Pavilion Records 1998)
- Peter Dawson: The Ultimate Collection (Prism Leisure Corporation 1999)